# Quận Cảnh bị Ōminato
Quận Cảnh bị Ōminato (大湊警備府 Ōminato Keibifu) là căn cứ hải quân quan trọng của Hải quân Đế quốc Nhật Bản ở miền bắc Honshu trước và trong Thế chiến II. Nằm trong vịnh Mutsu (ngày nay là thành phố Mutsu, tỉnh Aomori) Quận Cảnh bị Ōminato chịu trách nhiệm kiểm soát eo biển Tsugaru chiến lược giữa Honshu và Hokkaidō và tuần tra dọc theo bờ biển Hokkaidō, Karafuto và quần đảo Kurile.

## Lịch sử
Trong cơ cấu tổ chức của Hải quân Đế quốc Nhật Bản năm 1886, Đế quốc Nhật Bản được chia thành năm khu vực hoạt động, với khu Hokkaidō-Ōshu tạo thành Quận Hải quân thứ 5, với trụ sở chính ở Muroran, Hokkaidō. Tuy nhiên, khu vực này được chỉ được chi trợ ít ngân sách và phần lớn vẫn là một tổ chức giấy dưới sự chỉ huy của Vùng Hải quân Yokosuka.
Vào ngày 12 tháng 6 năm 1895, tổng hành dinh danh nghĩa của Quận Hải quân thứ 5 được chuyển từ Muroran đến cảng cảng được che chở hơn nhiều ở Vịnh Mutsu, mặc dù cơ sở vật chất và cơ sở hạ tầng là tối thiểu.
Sau chiến tranh Nga-Nhật, khi tầm quan trọng chiến lược của việc kiểm soát Eo biển Tsugaru được trú trọng và với việc Nhật Bản chiếm được tỉnh Karafuto từ Đế quốc Nga, Việc đầu tư nhiều hơn đã được thực hiện nhằm bảo vệ biên giới phía bắc Nhật Bản. Ōminato là một trong mười một hải cảng được chỉ định là cảng hải quân hạng ba (要港部 yokobu) nằm ở nhiều địa điểm khác nhau trên khắp nước Nhật. Vào tháng 12 năm 1905 nó được tách độc lập khỏi Yokosuka. Mặc dù các căn cứ ở Muroran, Asahikawa và Wakkanai đều báo cáo cho Ōminato, nó không được nâng hạng thành tổng hành dinh Vùng Hải quân (鎮守府 chinjufu) nhưng vẫn tiếp tục là Ōminato yokobu.
Một trạm liên lạc không dây được hoàn thành vào năm 1913. Vào ngày 9 tháng 10 năm 1913, tàu khu trục Inazuma lớp Inazuma bị nổ lò hơi số 3 của cô trong khi đang ở Ōminato. Vụ việc làm quan trọng hóa nhu cầu về các cơ sở vật chất tốt hơn tại Ōminato, và một cơ sở sửa chữa tàu và bệnh viện hải quân đã được hoàn thành vào năm 1923. Vào ngày 19 tháng 7 năm 1931, các cơ sở sửa chữa tàu tại Ōminato bắt lửa và phần lớn bị phá hủy, và phải được xây dựng lại một năm sau đó. Trạm Không quân Hải quân Ōminato được khai trương vào tháng 11 năm 1933.
Vào tháng 9 năm 1936, sau Sự kiện Hạm đội 4 của Hải quân Nhật (trong đó hạm đội bị dính một cơn bão, gây mất nhiều tàu và thiệt hại các tàu còn lại), Ōminato nhận được các tàu khu trục Hatsuyuki và Yugiri để sửa chữa khẩn cấp.
Vào ngày 20 tháng 11 năm 1941, Ōminato cuối cùng cũng được nâng lên hạng Quận Cảnh bị (警備府 Keibifu). Về khái niệm, Quận cảnh bị tương tự như khái niệm Sea Frontiers của Hải quân Hoa Kỳ. Mỗi Quận cảnh bị duy trì một lực lượng tàu  đồn trú nhỏ của và lực lượng lục quân hải quân báo cáo trực tiếp cho chỉ huy trưởng quận, và tiếp nhận các đội tách từ các hạm đội đánh số trên cơ sở tạm thời.
Sau khi chiến tranh Thái Bình Dương bắt đầu, Ōminato trở thành cảng nhà của Hạm đội thứ năm của Hải quân Nhật. Cuộc tấn công vào cảng Hà Lan ở quần đảo Aleutian cùng lúc với trận Midway được phóng từ Ōminato.
Ōminato bị đánh bom nhiều lần trong những ngày cuối của cuộc chiến: 14 tháng 7, 15 và 28 tháng 7, tiếp theo là một cuộc tấn công lớn từ ngày 8-10 tháng 8 năm 1945, đã phá hủy nhiều tàu. Các lực lượng Mỹ đổ bộ từ tàu USS Panamint (AGC-13) để chấp nhận sự đầu hàng của căn cứ từ Hải quân Đế quốc Nhật Bản vào ngày 9 tháng 9 năm 1945.
Các cơ sở cơ sở đã được sử dụng bởi Hải quân Hoa Kỳ trong thời gian chiếm đóng Nhật Bản cho đến ngày 16 tháng 9 năm 1953. Một phần của căn cứ cũ hiện đang được sử dụng bởi Lực lượng Phòng vệ Biển Nhật Bản với danh nghĩa Căn cứ JMSDF Ōminato.

## Cơ cấu lực lượng vào thời điểm cuộctấn công vào Trân Châu Cảng
- Quận Cảnh bị Ōminato 
  - Tàu hộ vệ Ishigaki
  - Tàu hộ vệ Kunashiri
  - Khu trục đội 1
    - Kamikaze
    - Numakaze
    - Nokaze
    - Namikaze

  - Đội tàu quét mìn số 27
    - Tàu quét mìn phụ trợ Số. 1 Tamazono Maru
    - Tàu quét mìn phụ trợ Số. 2 Tamazono Maru
    - Tàu quét mìn phụ trợ Sonobe Maru
    - Tàu quét mìn phụ trợ Yoshino Maru
    - Tàu quét mìn phụ trợ Chōyō Maru
    - Tàu quét mìn phụ trợ Số. 2 Chōyō Maru

  - Kōkūtai (Trung đoàn không quân) Ōminato
    - 8 × Mitsubishi A5M
    - 8 × Mitsubishi B5M
    - 8 × Kawanishi E7K
- Hạm đội phòng vệ địa phương Ōminato
  - Khu trục Okikaze
  - Tàu hộ thống Hachijō
  - Tàu pháo phụ trợ Chitose Maru
  - Tàu pháo quét mìn phụ trợ số. 2 Shinkō Maru
  - Tàu đuổi tàu ngầm phụ trợ Zuikō Maru
  - Tàu phá băng Ōtomari

## Danh sách chỉ huy

### Sĩ quân chỉ huy
- Phó Đô đốc Bá tước Heiji Mochihara (12 tháng 12 năm 1905 – 12 tháng 3 năm 1907)
- Chuẩn Đô đốc Hokizo Okubo (12 tháng 3 năm 1907 – 15 tháng 5 năm 1908)
- Phó Đô đốc Kunikane Taketomi (15 tháng 5 năm 1908 – 28 tháng 8 năm 1908)
- Phó Đô đốc Chikakata Tamari (28 tháng 8 năm 1908 – 1 tháng 12 năm 1909)
- Phó Đô đốc Tokuya Kamiizumi (1 tháng 12 năm 1909 – 1 tháng 9 năm 1911)
- Phó Đô đốc Hideshiro Fujimoto (1 tháng 9 năm 1911 – 9 tháng 7 năm 1912)
- Phó Đô đốc Tamotsu Tsuchiya (9 tháng 7 năm 1912 – 24 tháng 5 năm 1913)
- Admiral Sojiro Tochinai (24 tháng 5 năm 1913 – 1 tháng 12 năm 1913)
- Chuẩn Đô đốc Tsunekichi Uemura (1 tháng 12 năm 1913 – 17 tháng 12 năm 1914)
- Chuẩn Đô đốc Ichitaro Nakajima (17 tháng 12 năm 1914 – 1 tháng 4 năm 1916)
- Phó Đô đốc Bá tước Mitsukane Tsuchiya (1 tháng 4 năm 1916 – 1 tháng 12 năm 1917)
- Phó Đô đốc Toshitake Iwamura (1 tháng 12 năm 1917 – 1 tháng 12 năm 1919)
- Phó Đô đốc Keizaburo Moriyama (1 tháng 12 năm 1919 – 1 tháng 10 năm 1920)
- Phó Đô đốc Mitsuzo Nunome (1 tháng 10 năm 1920 – 1 tháng 12 năm 1921)
- Phó Đô đốc Kōzō Satō (1 tháng 12 năm 1921 – 1 tháng 12 năm 1922)
- Phó Đô đốc Koshiro Otani (1 tháng 12 năm 1922 – 1 tháng 6 năm 1923)
- Chuẩn Đô đốc Shokichi Oishi (1 tháng 6 năm 1923 – 5 tháng 2 năm 1924)
- Phó Đô đốc Kosuke Shikama (5 tháng 2 năm 1924 – 1 tháng 12 năm 1925)
- Phó Đô đốc Takashi Kanesaka (1 tháng 12 năm 1925 – 1 tháng 12 năm 1927)
- Phó Đô đốc Yukichi Shima (1 tháng 12 năm 1927 – 30 tháng 11 năm 1929)
- Phó Đô đốc Saburo Yasumi (30 tháng 11 năm 1929 – 1 tháng 3 năm 1931)
- Phó Đô đốc Kiyohiro Ijichi (1 tháng 3 năm 1931 – 1 tháng 12 năm 1931)
- Phó Đô đốc Togo Kawano (1 tháng 12 năm 1931 – 15 tháng 11 năm 1932)
- Phó Đô đốc Hiroshi Ono (15 tháng 11 năm 1932 – 15 tháng 11 năm 1933)
- Phó Đô đốc Choji Inoue (15 tháng 11 năm 1933 – 15 tháng 11 năm 1934)
- Chuẩn Đô đốc Chonan Yamaguchi (15 tháng 11 năm 1934 – 7 tháng 10 năm 1935)
- Chuẩn Đô đốc Katsuji Masaki (7 tháng 10 năm 1935 – 16 tháng 3 năm 1936)
- Phó Đô đốc Teijiro Sugisaka (16 tháng 3 năm 1936 – 1 tháng 12 năm 1936)
- Chuẩn Đô đốc Haruma Izawa (1 tháng 12 năm 1936 – 1 tháng 12 năm 1937)
- Phó Đô đốc Shosuke Shimomura (1 tháng 12 năm 1937 – 15 tháng 11 năm 1938)
- Phó Đô đốc Shuichi Hoshino (15 tháng 11 năm 1938 – 15 tháng 11 năm 1940)
- Phó Đô đốc Masakichi Okuma (15 tháng 11 năm 1940 – 15 tháng 9 năm 1942)
- Phó Đô đốc Shiro Kawase (15 tháng 9 năm 1942 – 1 tháng 4 năm 1943)
- Phó Đô đốc Yasuo Inoue (1 tháng 4 năm 1943 – 15 tháng 2 năm 1945)
- Phó Đô đốc Eiji Goto (15 tháng 2 năm 1945 – 15 tháng 3 năm 1945)
- Phó Đô đốc Kanji Ugaki (15 tháng 3 năm 1945 – 30 tháng 11 năm 1945)

### Tham mưu trưởng
- Chuẩn Đô đốc Kiyozo Oda (12 tháng 12 năm 1905 – 22 tháng 11 năm 1906)
- Phó Đô đốc Junkichi Yajima (22 tháng 11 năm 1906 – 20 tháng 2 năm 1908)
- Phó Đô đốc Tadamichi Kamaya (20 tháng 2 năm 1908 – 7 tháng 4 năm 1908)
- Chuẩn Đô đốc Shigetada Hideshima (7 tháng 4 năm 1908 – 4 tháng 3 năm 1909)
- Chuẩn Đô đốc Tsunematsu Kondo (4 tháng 3 năm 1909 – 1 tháng 12 năm 1910)
- Phó Đô đốc Yasujiro Nagata (1 tháng 12 năm 1910 – 22 tháng 12 năm 1911)
- Chuẩn Đô đốc Teiichiro Shitsuda (1 tháng 4 năm 1913 – 27 tháng 5 năm 1914)
- Chuẩn Đô đốc Yushichi Kanno (27 tháng 5 năm 1914 – 17 tháng 7 năm 1915)
- Phó Đô đốc Kenzo Kobayashi (17 tháng 7 năm 1915 – 6 tháng 11 năm 1916)
- Chuẩn Đô đốc Meiji Tojo (6 tháng 11 năm 1916 – 18 tháng 10 năm 1918)
- Chuẩn Đô đốc Kanichi Taketomi (18 tháng 10 năm 1918 – 2 tháng 12 năm 1919)
- Chuẩn Đô đốc Teiji Sakamoto (15 tháng 3 năm 1922 – 6 tháng 11 năm 1923)
- Chuẩn Đô đốc Kichisuke Komori (6 tháng 11 năm 123 – 20 tháng 8 năm 1926)
- Chuẩn Đô đốc Katsuji Masaki (10 tháng 12 năm 1928 – 1 tháng 12 năm 1931)
- Chuẩn Đô đốc Tokujiro Yokoyama (1 tháng 12 năm 1931 – 15 tháng 11 năm 1933)
- Chuẩn Đô đốc Takeo Sakura (15 tháng 11 năm 1933 – 15 tháng 11 năm 1935)
- Phó Đô đốc Jiro Matsunaga (15 tháng 11 năm 1935 – 1 tháng 4 năm 1937)
- Chuẩn Đô đốc Namizo Sato (1 tháng 4 năm 1937 – 15 tháng 12 năm 1938)
- Chuẩn Đô đốc Tokuji Mori (15 tháng 12 năm 1938 – 28 tháng 11 năm 1940)
- Chuẩn Đô đốc Keishi Ishii (28 tháng 11 năm 1940 – 10 tháng 2 năm 1942)
- Phó Đô đốc Takeo Kaizuka (10 tháng 2 năm 1940 – 1 tháng 7 năm 1943)
- Chuẩn Đô đốc Zensuke Kanome (1 tháng 7 năm 1943 – 30 tháng 11 năm 1945)